# U-591 (tàu ngầm Đức)
U-591 là một tàu ngầm tấn công  Lớp Type VII thuộc phân lớp Type VIIC được Hải quân Đức Quốc Xã chế tạo trong Chiến tranh Thế giới thứ hai. Nhập biên chế năm 1941, nó đã thực hiện được tám chuyến tuần tra, đánh chìm được bốn tàu buôn với tổng tải trọng 19.932 GRT, đồng thời gây hư hại cho một tàu buôn kháv tải trọng 5.701 GRT. Trong chuyến tuần tra cuối cùng, U-591 bị một  máy bay ném bom Lockheed Ventura của Hải quân Hoa Kỳ thả mìn sâu đánh chìm trong Nam Đại Tây Dương về phía Đông Nam Recife, Brazil vào ngày 30 tháng 7, 1943.

## Thiết kế và chế tạo

### Thiết kế

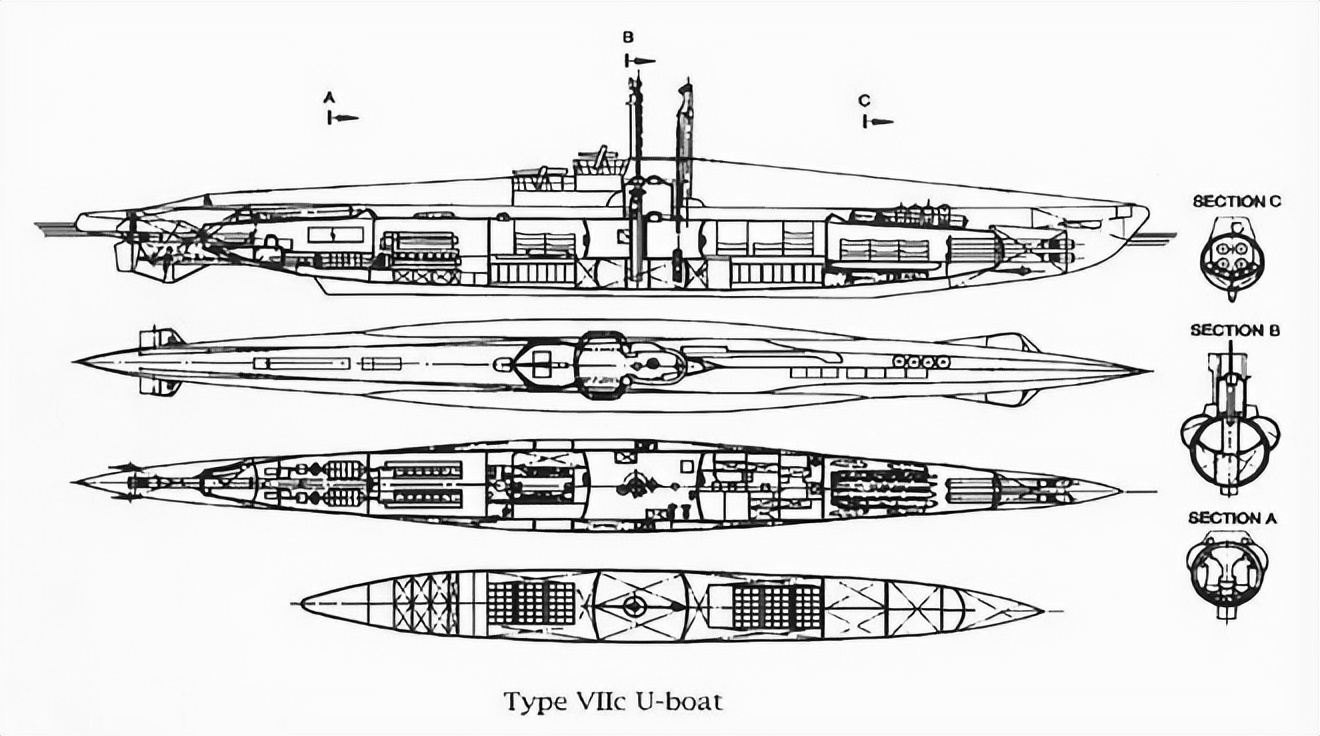
Sơ đồ các mặt cắt một tàu ngầm Type VIIC

Phân lớp VIIC của Tàu ngầm Type VII là một phiên bản VIIB được kéo dài thêm. Chúng có trọng lượng choán nước 769 t (757 tấn Anh) khi nổi và 871 t (857 tấn Anh) khi lặn). Con tàu có chiều dài chung 67,10 m (220 ft 2 in), lớp vỏ trong chịu áp lực dài 50,50 m (165 ft 8 in), mạn tàu rộng 6,20 m (20 ft 4 in), chiều cao 9,60 m (31 ft 6 in) và mớn nước 4,74 m (15 ft 7 in).
Chúng trang bị hai động cơ diesel Germaniawerft F46 siêu tăng áp 6-xy lanh 4 thì, tổng công suất 2.800–3.200 PS (2.100–2.400 kW; 2.800–3.200 bhp), dẫn động hai trục chân vịt đường kính 1,23 m (4,0 ft), cho phép đạt tốc độ tối đa 17,7 kn (32,8 km/h), và tầm hoạt động tối đa 8.500 nmi (15.700 km) khi đi tốc độ đường trường 10 kn (19 km/h). Khi đi ngầm dưới nước, chúng sử dụng hai động cơ/máy phát điện Garbe, Lahmeyer & Co. RP 137/c  tổng công suất 750 PS (550 kW; 740 shp). Tốc độ tối đa khi lặn là 7,6 kn (14,1 km/h), và tầm hoạt động 80 nmi (150 km) ở tốc độ 4 kn (7,4 km/h). Con tàu có khả năng lặn sâu đến 230 m (750 ft).
Vũ khí trang bị có năm ống phóng ngư lôi 53,3 cm (21 in), bao gồm bốn ống trước mũi và một ống phía đuôi, và mang theo tổng cộng 14 quả ngư lôi, hoặc tối đa 22 quả thủy lôi TMA, hoặc 33 quả TMB. Tàu ngầm Type VIIC bố trí một hải pháo 8,8 cm SK C/35 cùng một pháo phòng không 2 cm (0,79 in) trên boong tàu. Thủy thủ đoàn bao gồm 4 sĩ quan và 40-56 thủy thủ.

### Chế tạo
U-591 được đặt hàng vào ngày 16 tháng 1, 1940, và được đặt lườn tại xưởng tàu của hãng Blohm & Voss ở Hamburg vào ngày 30 tháng 10, 1940. Nó được hạ thủy vào ngày 20 tháng 8, 1941, và nhập biên chế cùng Hải quân Đức Quốc Xã vào ngày 9 tháng 10, 1941 dưới quyền chỉ huy của Hạm trưởng, Đại úy Hải quân Hans-Jürgen Zetzsche.

## Lịch sử hoạt động

### 1942
Sau khi hoàn tất việc huấn luyện trong thành phần Chi hạm đội U-boat 6, U-591 tiếp tục phục vụ cùng đơn vị này để hoạt động trên tuyến đầu. Nó được điều sang Chi hạm đội U-boat 11 từ ngày 1 tháng 7, 1942, rồi sang Chi hạm đội U-boat 9 từ ngày 1 tháng 6, 1943 cho đến khi bị mất.

#### Chuyến tuần tra thứ nhất
U-591 khởi hành từ cảng Kiel, Đức vào ngày 15 tháng 1, 1942 cho chuyến tuần tra đầu tiên trong chiến tranh. Nó đã tiến ra Bắc Hải, rồi băng qua khe GI-UK giữa Iceland và quần đảo Faroe để vòng qua quần đảo Anh và hoạt động tại vùng biển Bắc Đại Tây Dương về phía Tây Ireland (Khu vực Tiếp cận phía Tây). Chiếc U-boat kết thúc chuyến tuần tra khi băng qua ngược trở lại khe GI-UK, lần này giữa các quần đảo Sheetland và Faroe, và đi đến cảng Bergen, Na Uy vào ngày 20 tháng 2.

#### Chuyến tuần tra thứ hai và thứ ba
U-591 xuất phát từ cảng Bergen vào ngày 1 tháng 4 cho chuyến tuần tra thứ hai, và đã hoạt động tại vùng biển Na Uy trước khi đi đến cảng Trondheim, Na Uy vào ngày 11 tháng 4.
Chiếc U-boat tiếp tục thực hiện chuyến tuần tra tiếp theo khi rời Trondheim vào ngày 10 tháng 5, và đã hoạt động cho đến tận biển Barents ngoài khơi bán đảo Kola. Nó kết thúc chuyến tuần tra tại cảng Narvik, Na Uy vào ngày 2 tháng 6, rồi đi đến cảng Bergen vào đầu tháng 6.

#### Chuyến tuần tra thứ tư
Chuyến tuần tra thứ tư của U-591, cùng xuất phát và kết thúc tại cảng Bergen và diễn ra từ ngày 27 tháng 7 đến ngày 14 tháng 8. Nó hoạt động trong biển Na Uy cho đến phía Đông Greenland và phía Nam quần đảo Svalbard, nhưng đã không đánh chìm được mục tiêu nào. Sau đó vào cuối tháng 8 và đầu tháng 9, chiếc tàu ngầm có các chuyến đi ngắn đến Skjomenfjord, Bogen, Trondheim và Bergen.

#### Chuyến tuần tra thứ năm
U-591 khởi hành từ cảng Bergen vào ngày 1 tháng 12 cho chuyến tuần tra thứ năm. Nó băng qua khe GI-UK giữa các quần đảo Shetland và Faroe để vòng qua quần đảo Anh và hoạt động tại khu vực Trung tâm Bắc Đại Tây Dương. Tại đây vào ngày 21 tháng 12, nó phóng ngư lôi tấn công và đánh chìm chiếc tàu buôn Anh Montreal City 3.066 GRT ở vị trí khoảng 600 nmi (1.100 km) về phía Đông St. John's. Đến ngày 28 tháng 12, chiếc tàu ngầm tấn công Đoàn tàu ONS-154, đánh trúng và gây hư hại cho chiếc tàu buôn Na Uy Norse King 5.701 GRT, mà cuối cùng bị tàu ngầm U-435 kết liễu một ngày sau đó. Sang ngày hôm sau 29 tháng 12, U-591 phóng ngư lôi đánh chìm chiếc tàu buôn Anh Zarian 4.871 GRT, vốn đã hư hại sau khi trúng ngư lôi từ tàu ngầm U-406 một ngày trước đó. U-591 kết thúc chuyến tuần tra và đi đến cảng Brest bên bờ Đại Tây Dương của Pháp vào ngày 12 tháng 1, 1943.

### 1943

#### Chuyến tuần tra thứ sáu
U-591 khởi hành từ cảng Brest vào ngày 17 tháng 2, 1943 cho chuyến tuần tra thứ sáu, và đã hoạt động trong vùng biển Bắc Đại Tây Dương về phía Đông Nam Greenland. Vào ngày 7 tháng 3, nó phóng ngư lôi đánh chìm chiếc tàu buôn Anh Empire Impala 6.116 GRT, vốn đã tách khỏi Đoàn tàu SC-121 để cứu vớt những người sống sót từ chiếc Egyptian bị tàu ngầm U-230 đánh chìm. Sang ngày hôm sau 8 tháng 3, chiếc tàu ngầm tiếp tục đánh chìm chiếc tàu buôn Nam Tư Vojvoda Putnik 5.879 GRT, cùng thuộc Đoàn tàu SC-121 nhưng bị tụt lại phía sau do thời tiết xấu. Chiếc tàu ngầm kết thúc chuyến tuần tra và quay trở về cảng St. Nazaire, cùng bên bờ Đại Tây Dương của Pháp, vào ngày 7 tháng 4.

#### Chuyến tuần tra thứ bảy
Chuyến tuần tra ngắn tiếp theo của U-591 chỉ kéo dài trong năm ngày, từ ngày 12 đến ngày 17 tháng 5. Sau khi xuất phát từ St. Nazaire và vẫn còn đang di chuyển trong vịnh Biscay, chiếc tàu ngầm bị một máy bay ném bom Armstrong Whitworth Whitley thuộc Liên đội 10 Không quân Hoàng gia Anh ném bom và bắn phá vào ngày 15 tháng 5. Con tàu không bị hư hại, nhưng Đại úy Hans-Jürgen Zetzsche hạm trưởng cùng một thủy thủ bị thương, nên phải kết thúc chuyến tuần tra và quay trở về St. Nazaire.

#### Chuyến tuần tra thứ tám – Bị mất
Xuất phát từ cảng St. Nazaire vào ngày 26 tháng 6 cho chuyến tuần tra thứ tám, cũng là chuyến cuối cùng, U-591 hướng xuống phía Nam để hoạt động dọc theo bờ biển phía Đông của lục địa Nam Mỹ. Nó bị một máy bay ném bom Lockheed Ventura thuộc Liên Đội VPB-127 Hải quân Hoa Kỳ thả mìn sâu đánh chìm trong Nam Đại Tây Dương về phía Đông Nam Recife, Brazil vào ngày 30 tháng 7, 1943, tại tọa độ 08°36′N 34°34′T / 8,6°N 34,567°T. 19 người trong số thành viên thủy thủ đoàn của chiếc U-boat đã tử trận, và có 28 người sống sống sót được cứu vớt và bị bắt làm tù binh chiến tranh.

### "Bầy sói" tham gia
U-591 từng tham gia chín bầy sói:
- Schlei (21 tháng 1 – 12 tháng 2, 1942)
- Bums (6 – 10 tháng 4, 1942)
- Greif (14 – 29 tháng 5, 1942)
- Nebelkönig (27 tháng 7 – 13 tháng 8, 1942)
- Ungestüm (11 – 30 tháng 12, 1942)
- Sturmbock (21 – 26 tháng 2, 1943)
- Wildfang (26 tháng 2 – 5 tháng 3, 1943)
- Westmark (6 – 11 tháng 3, 1943)
- Seewolf (21 – 30 tháng 3, 1943)

### Tóm tắt chiến công
U-591 đã đánh chìm được bốn tàu buôn với tổng tải trọng 19.932 GRT, đồng thời gây hư hại cho một tàu buôn kháv tải trọng 5.701 GRT:
| Ngày              | Tên tàu        | Quốc tịch      | Tải trọng | Số phận      |
| ----------------- | -------------- | -------------- | --------- | ------------ |
| 21 tháng 12, 1942 | Montreal City  | United Kingdom | 3.066     | Bị đánh chìm |
| 28 tháng 12, 1942 | Norse King     | Norway         | 5.701     | Bị hư hại    |
| 29 tháng 12, 1942 | Zarian         | United Kingdom | 4.871     | Bị đánh chìm |
| 7 tháng 3, 1943   | Empire Impala  | United Kingdom | 6.116     | Bị đánh chìm |
| 8 tháng 3, 1943   | Vojvoda Putnik | Yugoslavia     | 5.879     | Bị đánh chìm |